# طرب أندلسي
الطرب الأندلسي المغربي هو فن عريق يمثل جزءا لا يتجزأ من الهوية الثقافية للمغرب بعد سقوط غرناطة عام 1492 وانهيار الحكم الاسلامي في الاندلس، هاجر العديد من الاندلسيين بمن فيهم العلماء والفنانون والموسيقى إلى المغرب حيث حمل هؤلاء المهاجرون معهم فنهم وثقافتهم بما في ذالك الموسيقى الاندلسية التي وجدت تربة خصبة في كل من مدن فاس، تطوان، الرباط، سلا.
تأثر الطرب الاندلسي في المغرب بالثقافة المحلية مع الحفاظ على جوهره، ليتحول مع مرور الوقت الى نمط فريد خاص بالمغرب، حيث يعرف باسم الالة الاندلسية او الموسيقى الاندلسية المغربية،  يمتزج فيها الطابع الديني بالطابع الفني، بعبق التاريخ، ليعطي أنغاماً خاصة، فقد تعاطى لهذا اللون الموسيقي العلماء ورجال التصوف، وكان رواده يجمعون بين الحس الفني والوقار الذي يستمدونه من وضعيتهم الدينية، ورغم أن رواد هذا الفن اليوم هم فنانون فقط، ففي المغرب يظهرون في حفلاتهم بالزي التقليدي المغربي الذي تميز به رجال العلم وعلية القوم، أي جلابة والطربوش الفاسي والبلغة، في غالب الأحيان، كما أن كلماته مستمدة من قصائد شعرية صوفية شهيرة في أغلبها، قبل أن يطعمها روادها بألوان شعرية أخرى تستوحي مادتها من الحياة اليومية في المجتمع المغربي، وتمزج بين الموعظة والمزاح، وبين المدح والغزل الرقيق.

## تعريف النوبة
النوبة في الاصطلاح الموسيقي مجموعة القطع الغنائية والآلية التي تتوالى حسب نظام مخصوص ومعروف، وكل نوبة تحمل اسم المقام الذي بنيت عليه. عدد النوبات المستعملة في المغرب اليوم إحدى عشر وهي: (رمل الماية، الأصبهان، والماية، ورصد الذيل، والاستهلال، والرصد، وغريبة الحسين، والحجاز الكبير، والحجاز المشرقي، وعراق العجم، والعشاق).